# Animal Crossing: Wild World
Animal Crossing: Wild World, znana w Japonii jako Przyjdź do lasu zwierząt (jap. おいでよ どうぶつの森, Oideyo Dōbutsu no Mori?) – gra typu symulator życia wyprodukowana przez firmę Nintendo na przenośny system Nintendo DS/DS Lite. Jest to następca tytułu z 2001 roku – Animal Crossing, który ukazał się na konsolę Nintendo GameCube. Wild World jest pod wieloma względami podobny do poprzednika, zawiera jednak wiele udoskonaleń. Jedną z nich jest możliwość gry online. Jest to jeden z pierwszych tytułów wykorzystujący wyłączone w 2014 roku Nintendo Wi-Fi Connection.

## Produkcja
W czasie E3 2004 ogłoszono, że trwają pracę nad grą z serii Animal Crossing na platformę Nintendo DS.
W 2016 roku gra została wydana na konsolę Wii U w ramach usługi Virtual Console.

## Odbiór
Według stanu na 31 marca 2022, gra sprzedała się w 11,75 milionach egzemplarzy.